# 安雅與魔女
《安雅與魔女》是由日本動畫室吉卜力工作室製作、宮崎吾朗擔任導演、宮崎駿負責企劃的動畫。本作是宮崎吾朗繼《地海戰記》、《來自紅花坂》後，第三部執導的動畫電影，作品內容是基於英國作家黛安娜·韋恩·瓊斯的小說《Earwig and the Witch》改編，劇情描述著一名住在孤兒院的小女孩，某日被一對會使用魔法的男女給收養後發生的故事。
該作品是吉卜力的首部全CG作畫電影，最初是以電視動畫形式在2020年12月30日於NHK綜合頻道上播出，之後是以電影動畫方式在日本各地戲院公開上映。原本預定於2021年4月29日上映，後受2019冠狀病毒病疫情影響延期至2021年8月27日上映。電影發行後獲得普遍負面的評價，媒體和評論家主要批評3D動畫呈現的角色形象僵硬、情節趨於平淡的問題，在知名影評網站爛番茄和Metacritic則超越《地海戰記》成為吉卜力工作室成立以來最低的評分記錄，同時是吉卜力工作室第二部被爛番茄評為「腐爛」等級的作品。儘管如此，該片還是入圍第48屆安妮獎的傑出分鏡表現獎，英語版配音員之一的凡妮莎·馬歇爾亦入圍安妮獎傑出配音表現獎。同時獲頒亞洲影藝創意大獎中的最佳動畫獎。

## 劇情
1990年代的英國，住在孤兒院的小女孩安雅，每天過著自在的生活。某日，在院裡出現一對打扮花俏的女士跟身材高挑的男士，她們提出要收養安雅的要求。
來到對方的住所後，該名女士說明她本身是一名魔女，需要安雅擔任她們身旁的魔法助手。想到以後可以有學到魔法的機會，安雅答應了對方的要求。住在這個家的期間裡，安雅另外認識了一頭會說話的小黑貓。
但安雅之後每天都過著處理大小雜事的生活，完全沒有學到任何魔法。在對這一切感到厭煩後，安雅開始想依照自己的意思行事，來對目前的生活情形進行反擊。

## 登場角色
- 安雅

配音：平澤宏宏路（日本）；安那（台灣）；泰勒·佩姬·韓德森（Taylor Paige Henderson）（美國）；姜嘉蕾（香港）
本篇作品主角，一名住在英國的10歲孤兒。
平時以蠷螋模樣的髮型作為打扮，有著不隱藏內心情緒的直率性格，以及自我主張強烈的個性。
她在孤兒院裡過著自由的生活，因此不在意是否能被他人領養。
- 貝拉·雅加

配音：寺島忍（日本）；唐綺陽（台灣）；凡妮莎·馬歇爾（美國）
一名創造咒語並出售其謀生手段的魔女，非常以自我為中心的人格。與曼德雷克一同要求安雅前往他們家居住。
她雖然讓安雅擔任她的助手，但不曾教導過安雅任何魔法。平時也有反遭到安雅捉弄的情況，而讓自己受到曼德雷克的怒火波及。
過去曾在搖滾樂團「耳夾子蟲」（EARWIG）擔任鼓手。
- 曼德雷克

配音：豐川悅司（日本）；庹宗康（台灣）；理查·E·格蘭特（美國）；馮瀚輝（香港）
一名身材高挑的男子，和貝拉同住，並與她一同前往孤兒院領養安雅。
平時態度不友善，鮮少出現在安雅面前，常說「別打擾我」要求安雅少去煩他。
過去是耳夾子蟲樂團的負責人兼鍵盤手，在樂團解散後仍持續在自己房間彈奏，並有撰寫小說。
- 湯馬士

配音：濱田岳（日本）；黃子佼（台灣）；丹·史蒂文斯（美國）；高瀚章（香港）
一隻待在貝拉身旁的黑貓，是貝拉需要創造咒語用的使魔，有著可與人類對話的能力。
牠討厭認真的貝拉，常遭對方懲罰而試圖逃脫。本身性格膽小、害怕蚯蚓，但偶爾會有傑出之處。
- 安雅的母親

配音：謝麗娜·穆納夫（日本）；張惠妹（台灣）；凱西·瑪絲葛蕾（美國）；鄭家蕙（香港）
過去是在耳夾子蟲樂團擔任主唱的一位女性。她在以前與貝拉起爭執時引發樂團解散，之後將安雅安置在孤兒院後逃離。
- 其他配音製作人員
  - 香港版：
    - 其他配音：黃鳳英

  - 台灣版[24]：
    - 錄製：偉憶數位科技
    - 聲音導演：陳國偉
    - 錄音、混音：莊捷安

## 製作

### 過程
| 原作               | 戴安娜·韋恩·瓊斯           |
| 導演               | 宮崎吾朗                   |
| 企劃               | 宮崎駿                     |
| 編劇               | 丹羽圭子、郡司繪美         |
| 人物、舞台設定原案 | 佐竹美保                   |
| 人物設定           | 近藤勝也                   |
| CG指導             | 中村幸憲                   |
| 動畫指導           |                            |
| 背景               | 武内裕季                   |
| 音樂               | 武部聰志                   |
| 音響指導           | 笠松廣司                   |
| 配音指導           | 木村繪理子                 |
| 動畫製作人         | 森下健太郎                 |
| 製作人             | 鈴木敏夫                   |
| 製作統籌           | 吉國勳、土橋圭介、星野康二 |
| 製作、著作         | NHK、NHK事業、吉卜力工作室 |

動畫內容改自英國小說家黛安娜·韋恩·瓊斯在2011年發表的作品《Earwig and the Witch》，其中宮崎駿過去在2004年推出的動畫電影《霍爾的移動城堡》，便是基於瓊斯在1986年推出的小說《魔幻城堡》所改編。原作小說劇情的主角Earwig是一位不曉得自己身上擁有著魔女血統的女孩。有一天Earwig前往一名壞心腸魔女的房子居住後，開始發生許多一連串的奇妙事件。
在每個月，宮崎駿會收到從德間書店寄來的新出版兒童書籍，而這本《Earwig and the Witch》的日文版小說《安雅與魔女》內容，令宮崎駿印象深刻。宮崎駿過去推出動畫電影《風起》時曾有發表引退聲明，在打算復出製作動畫後，有猶豫著是否要挑選這部小說當題材時，吉卜力製作人鈴木敏夫建議他去製作《你想活出怎樣的人生》，並讓宮崎駿長子宮崎吾朗來執導《安雅與魔女》的動畫，隨後宮崎駿便寫了一份《安雅與魔女》的企劃交給吾朗。電影企劃之後於2016年開始進行。
電影中有不少原作中沒有的設定，例如安雅的母親曾經玩過搖滾樂隊等等。宮崎吾朗提及他將故事時期設定於英國的1990年代，若安雅是10歲，那她母親的年輕時代應該要在1970年代；英國1970年代正是宮崎吾朗喜愛的搖滾樂盛行的年代。
這本書另外讓鈴木敏夫想起過去宮崎駿也想嘗試改編成動畫的《長襪子皮皮》，鈴木敏夫認為如果《長襪子皮皮》是力氣最大小女孩的故事，那《安雅與魔女》就是一個最聰明小女孩的故事。此動畫發表的年度期間裡，全球正逢遭受新型冠狀病毒疫情影響，鈴木敏夫也對《安雅與魔女》會做出如何的表現有著好奇與期許。

### 作畫
此部為吉卜力首次在作畫方面從頭到尾全部採用CG繪製的作品。在風格上，宮崎吾朗想製作成類似《酷寶：魔弦傳說》那種人偶模樣類型的動畫電影。
過去在吉卜力作品《魔女宅急便》、《來自紅花坂》裡的角色設計師近藤勝也，負責本次的人物設定。對於劇中人物頭髮的表現上，近藤認為雖然現代3D動畫已能做到相當逼真的程度，但與吾朗討論後覺得這樣反而不會帶有頭髮的感覺，因此改成採用像是以黏土塑造出的髮型。
動畫中的背景方面，是由武内裕季處理，在安雅所待的魔女之家裡，以能讓人同時有著汙穢與歡樂的感受為重點，武内裕季也為了這次動畫製作，前往英國當地的跳蚤市場考察。

### 音樂
此篇動畫的配樂，是由過去在《來自紅花坂》起便與宮崎吾朗有多次合作關係的武部聰志擔任。其中在片裡出現的主題曲《別打擾我》（Don’t disturb me）、與片尾曲《我的世界征服》，有特別邀請印尼歌手謝麗娜·穆納夫來演唱，另外在吉他演奏的部分是由樂團GLIM SPANKY的吉他手龜本寛貴負責、貝斯方面則是樂團Mrs. GREEN APPLE的貝斯手高野清宗擔當、鼓手是女星宍戶佑名、電子琴方面為武部聰之本人負責。

### 配音
劇中主要的三名人物安雅、貝拉、曼德雷克，分別由平澤宏宏路、寺島忍、豐川悅司配音。
平澤宏宏路認為自己飾演的安雅是個能懂得看場合應對的孩子，在與孤兒院的朋友、跟魔女貝拉、或是和黑貓湯馬斯對談時，都能依據對談者的不同來在談話態度上作改變。
寺島忍對於貝拉的看法是她內心其實是個不錯的人，只是在現實因素下才讓她變成一個不討喜的女性，但她相信貝拉與安雅相處之後，未來一定能夠較懂得表現出真實的自己。負責曼德雷克的豐川悅司則希望這部他首次參與配音挑戰、必且是在年末佳節期間公開的作品，能成為一份給觀眾的好禮物。

## 公開發行
在正式於NHK綜合頻道上播放之前，《安雅與魔女》曾被計劃安排參加第73屆坎城影展，作為官方單元展示作品之一，之後在當年新型冠狀病毒疫情的因素下取消。在確認此作品的公開日期後，NHK有在公開日期的前10天裡播放宮崎吾朗過去執導的電視動畫《強盜的女兒》合輯，來一同作為宣傳。在電影的宣傳標語上，採用的內容「我有哪一點不行？」（私のどこが、ダメですか？）是取自日本女歌手愛繆的歌曲的歌詞。鈴木敏夫聽到這首歌時，覺得跟主角安雅的形象很一致，於是採用歌詞為宣傳標語。
節目於2020年12月30日的播放當天，在關東地方獲得的收視率成績是6.1%。之後2021年2月期間，宣布了由電影公司東寶負責發行，於日本各地劇院上映《安雅與魔女》的消息，劇院版本另外包含在電視版本上未播出的內容。日本當地最初是計劃在4月29日上映，之後同樣在冠狀病毒疫情影響之下延至8月27日公開。影片在首週上映時，獲得該週票房排行第8名，未如過去吉卜力的新作有擠進週內榜首的賣相。上映後一個月累積票房收入約2.44億日元。
日本海外推出方面，北美的GKIDS取得了此作品的發行權，並在2021年2月期間於北美一帶公開。歐洲片商Wild Bunch則同樣計劃於2021年在法國上映此片。亞洲部份，香港是由洲立影片代理此片在9月30日上映，在當地累積的成績約125萬港元。臺灣方面則由甲上娛樂代理，安排在11月12日公開，首週上映於台北一帶票房排行為第7，在台累積票房約561萬新台幣。日本海外整體的票房上，《安雅與魔女》於2021年10月底前獲得約84萬美元成績。

## 反應

### 評價
| 媒體           | 累積評分 |
| -------------- | -------- |
| 爛番茄         | 30 / 100 |
| 網路電影資料庫 | 4.7 / 10 |
| Metacritic     | 4.6 / 10 |
| MUBI           | 4.6 / 10 |

媒體對《安雅與魔女》的內容，以負面看法居多。在影評網站Rogerebert.com的專欄上，認為角色在面孔表情、與肢體動作的表現上，未能讓人感受到角色本身應有的特徵，而這點是宮崎吾朗過去在執導《來自紅花坂》就存在的問題。另一影評網站IndieWire表示《安雅與魔女》雖然不是3D動畫當中最差的一部，但吉卜力過去特有的作品美學，被埋沒在如塑膠般的3D畫面裡；過去作品裡具表現力的角色，也變成像是沒有情感的廉價娃娃。匯總媒體爛番茄在該網站的共識評價寫道：「《安雅與魔女》的故事與動畫一樣平淡無奇，這部電影對於吉卜力工作室來說是一個令人驚訝且幾乎完全失敗的故事」，本片同時在爛番茄和Metacritic創下吉卜力工作室自《地海戰記》以來最低分的平均分數記錄。
其他像漫畫書資源網反應著這是一部忠實原著改編；但表現平庸的吉卜力作品，如果原著作者黛安娜·韋恩·瓊斯能夠多活一陣子來寫個續集，或許可以給這部動畫有更多題材可採用。娛樂資訊網站Polygon提到與差不多同一時間點推出的日本3D動畫《魯邦三世 THE FIRST》相較之下，《安雅與魔女》在視覺表現上有明顯落差，另外原著雖然是內容不多的短篇小說，但吉卜力的改編也沒有增色特別的內容。娛樂雜誌《綜藝》批評在這部動畫中，安雅的外觀在從頭到尾幾乎都是拱形模樣的眉毛、以及像是塑膠的皮膚等因素下，並沒有被打造成一位吸引人的角色，而作品的主題「魔法」，正是這檔吉卜力首部全3D動畫內涵上缺少的東西。新聞評論網站Vox認為影片裡雖然有幾個不錯的小片段，但沒有跟作品的主題、角色塑造給整合在一起，反而讓人感覺像是一個知悉吉卜力作品內容的導演拍出來的仿作，總之這部影片與吉卜力之前優秀的作品相去甚遠。
而提出此篇作品企劃的宮崎駿，對於吉卜力首部全程以3D動畫製作的成品看法是覺得很有趣，有把原著裡帶有的能量給表達出來。擔任此部影片的製作人鈴木敏夫就他個人觀察而言，他認為安雅的膽大行為和在生活裡的應對，其實就像是這部影片的導演宮崎吾朗，而這部也是從他過去執導的《地海戰記》、《來自紅花坂》以來最好的作品。漫畫《鏈鋸人》作者藤本樹也給予此部動畫正面的肯定，認為劇情若能再延長個大約40分鐘的話更好。

### 獎項提名
本片曾入圍第93屆奧斯卡金像獎最佳動畫片角逐名單的初選名單，但未進入決選名單。
| 年份   | 屆數         | 項目                                          | 結果 |
| ------ | ------------ | --------------------------------------------- | ---- |
| 2021年 | 第48屆安妮獎 | 傑出分鏡表現（宮崎吾朗）                      | 提名 |
| 2021年 | 第48屆安妮獎 | 傑出配音表現（貝拉的英語版配音凡妮莎·馬歇爾） | 提名 |

## 外部連結
- NHK上的《安雅與魔女》電視節目頁面 （页面存档备份，存于）
- 《安雅與魔女》劇場上映版官方網站 （页面存档备份，存于）
- 甲上娛樂的《安雅與魔女》台灣中文版官方網站 （页面存档备份，存于）
- 互联网电影数据库（IMDb）上《Earwig and the Witch》的资料（英文）
- 爛番茄上《安雅與魔女》的資料（英文）
- Metacritic上《安雅與魔女》的資料（英文）